# Carretera de la Rabassada

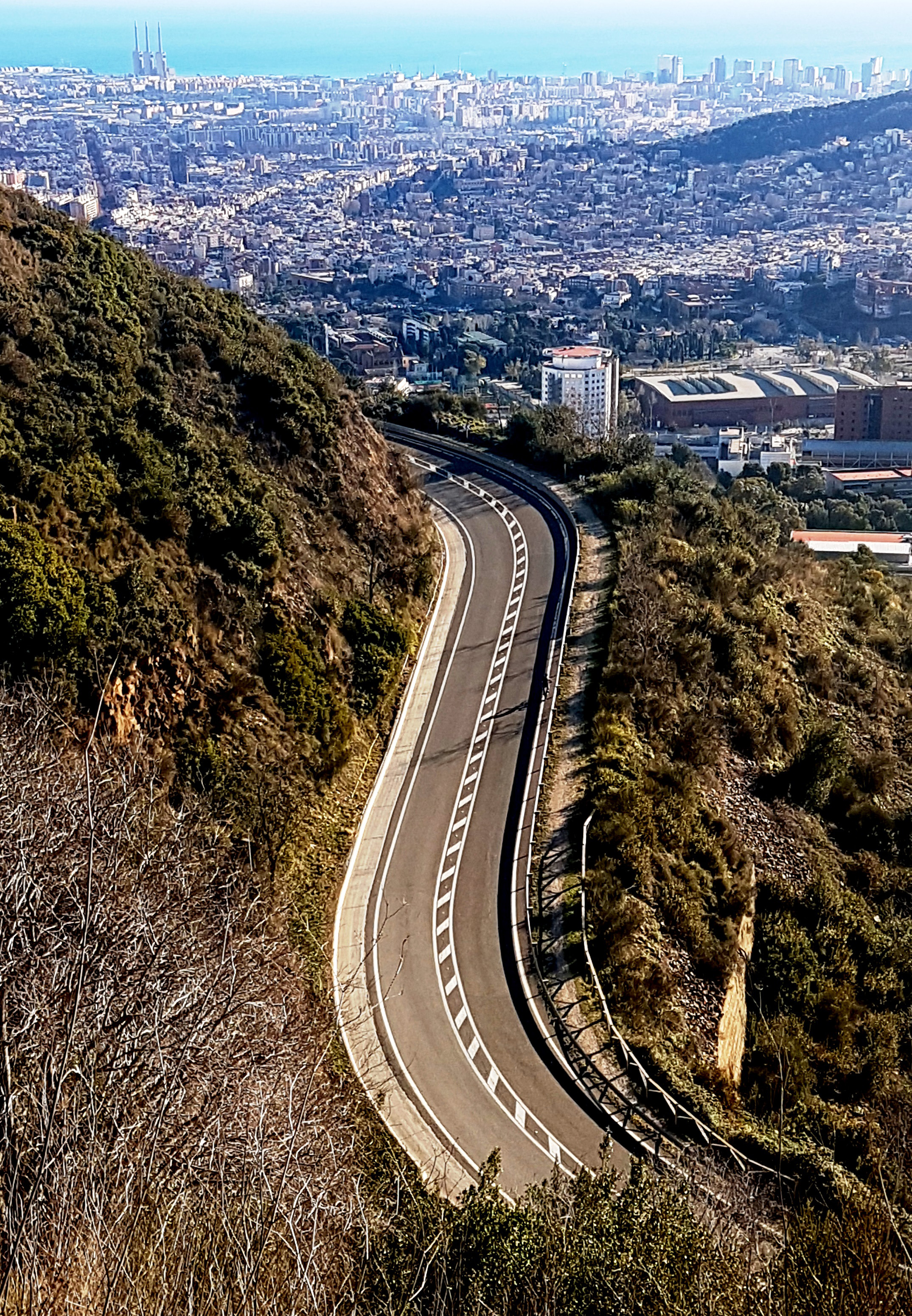
Tramo de la carretera de la Rabassada desde el mirador de la Rabassada, con Barcelona al fondo

La carretera de la Rabassada o carretera de la Arrabassada (BP-1417) enlaza los municipios de Barcelona y San Cugat del Vallés atravesando la sierra de Collserola por el coll de l'Erola. El flujo de tráfico es muy alto, ya que además de enlazar los dos municipios, también es utilizada para ir al parque de atracciones del Tibidabo.

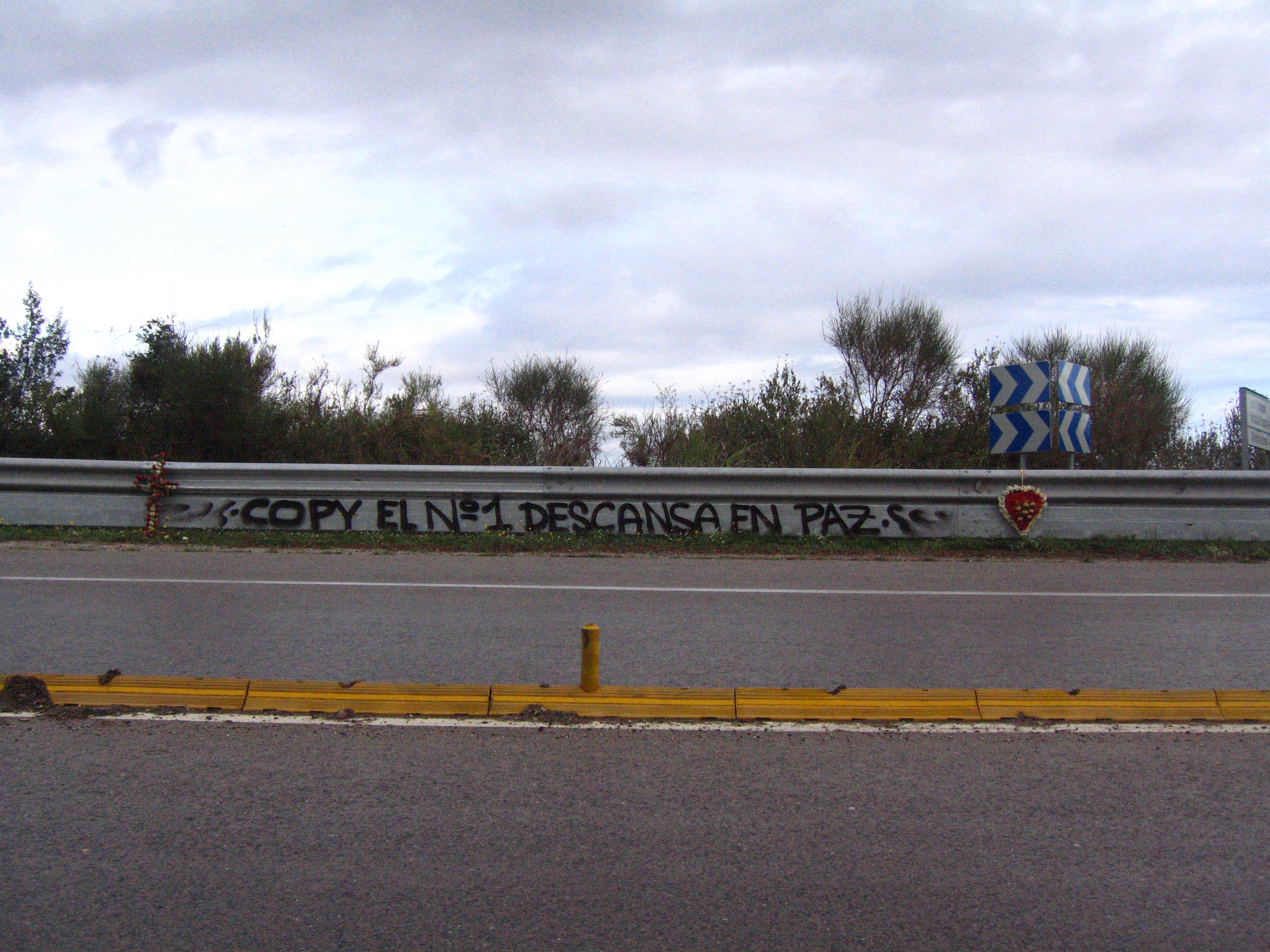
Mítico grafiti en la carretera de la Rabassada, Barcelona, fruto de un accidente.

El trazado es muy sinuoso consecuencia de la topografía de la misma sierra de Collserola. Es una carretera tristemente conocida por los barceloneses por el alto número de accidentes que tienen lugar y por las carreras  ilegales de coches y motos que se organizan. A medio camino se encuentran las ruinas del casino de la Arrabassada.
En el pasado sirvió para la realización de pruebas automovilísticas y motociclísticas.